# Ośrodek Szkolno-Wychowawczy dla Dzieci Niewidomych im. Róży Czackiej w Laskach

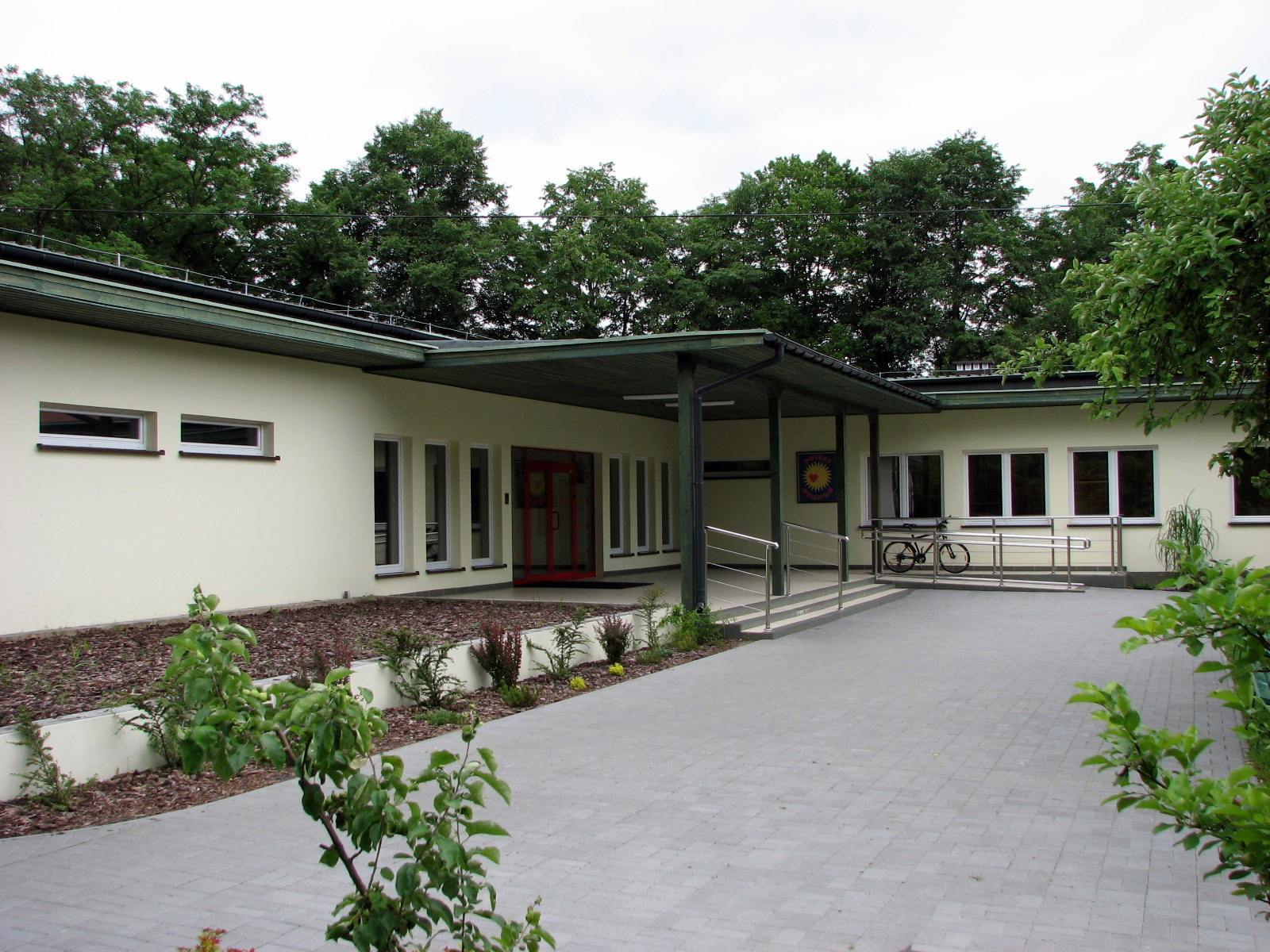
Szkoły ponadpodstawowe – „Jabłonki”

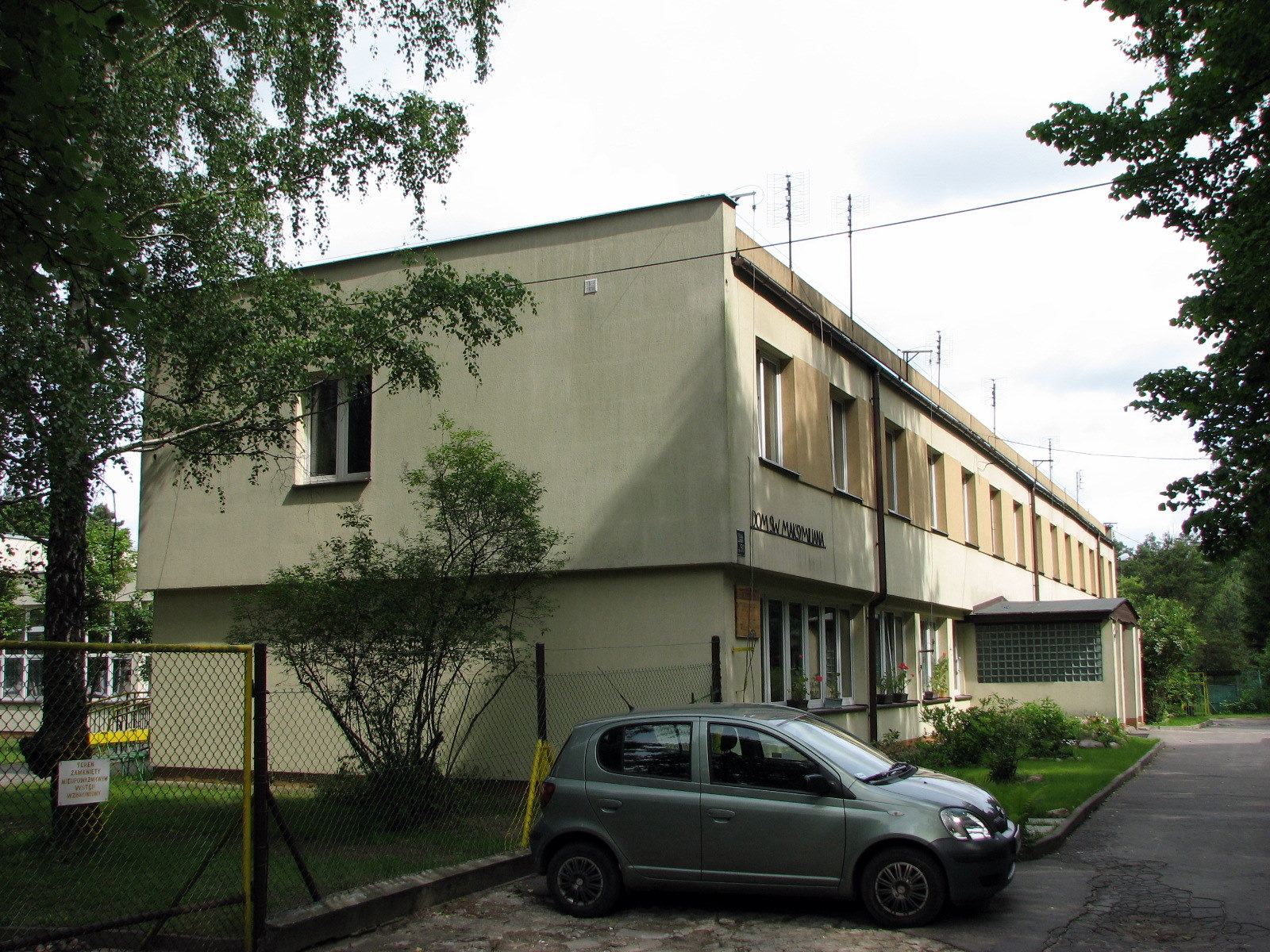
Szkoła specjalna im. św. Maksymiliana

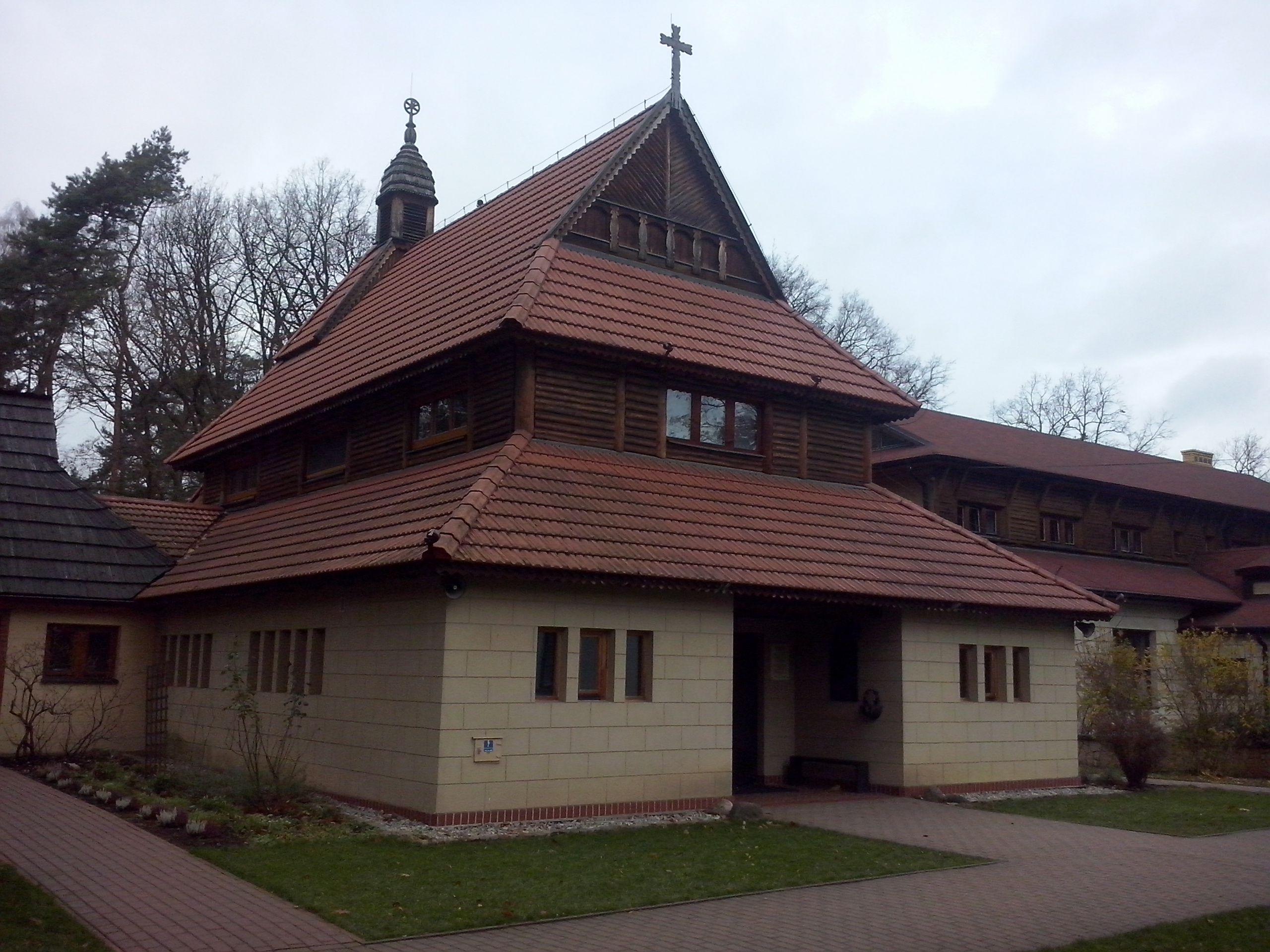
Kaplica Matki Bożej Anielskiej

Ośrodek Szkolno-Wychowawczy dla Dzieci Niewidomych im. Róży Czackiej w Laskach – ośrodek w Laskach, w gminie Izabelin, koło Warszawy, prowadzący szkoły dla osób niewidomych i słabowidzących.

## Historia
Ośrodek jest prowadzony przez Towarzystwo Opieki nad Ociemniałymi. Powstał w 1921 roku w Laskach pod nazwą „Zakład dla Niewidomych” na terenie dawnego folwarku, podarowanego przez rodzinę Daszewskich ociemniałej hrabiance Róży Czackiej, która w 1911 roku założyła w Warszawie Towarzystwo Opieki nad Ociemniałymi. Róża Czacka w roku 1917 przywdziała habit franciszkański i jako Matka Elżbieta założyła w 1918 r. Zgromadzenie Sióstr Franciszkanek Służebnic Krzyża, do dziś będące filarem dzieła pomocy niewidomym.
W pierwszym roku istnienia wybudowano 1 dom mieszczący 30 mieszkańców. Po dziesięciu latach Ośrodek posiadał już 10 domów mieszkalnych dających pomieszczenie około 300 ludziom oraz 8 budynków gospodarczych. Na terenie osiedla powstało również gospodarstwo rolne, ogród warzywny, owocowy i kwiatowy z inspektami i cieplarnią. Z inicjatywy Towarzystwa, przy jego współudziale i współpracy przeprowadzono szosę do Warszawy, zelektryfikowano Zakład, a następnie sąsiadujące wsie, przeprowadzono połączenie telefoniczne z Warszawą, co przyczyniło się do ożywienia okolicy i uregulowania komunikacji. Zakład w Laskach miał stanowić w zamierzeniu Towarzystwa wzorową placówkę różnych rodzajów opieki nad niewidomymi, ośrodkiem badań naukowych tyflologicznych i ośrodkiem szkolenia dla personelu pracującego z niewidomymi.
Drewniana kaplica pw. Matki Bożej Anielskiej zbudowana została w latach 1922-1925 według projektu Łukasza Wolskiego. W latach 2001–2002 została ona przebudowana z zachowaniem stanu pierwotnego.
W czasie kampanii wrześniowej 1939 roku Zakład stał się terenem walk i pomimo strat materialnych sięgających 75% niósł pomoc, prowadząc szpital polowy. W czasie wojny oficjalnie działalność Ośrodka została zawieszona. Część uczniów ewakuowano do Żułowa. Jednak Ośrodek w Laskach nadal pełnił funkcję opiekuńczą, obejmując nią także sieroty wojenne. Mieszkańcy byli zaangażowani w działalność konspiracyjną. W latach 1942–1944 przebywał tu jako kapelan obwodu Armii Krajowej ks. Stefan Wyszyński, przyszły prymas Polski. W roku 1944 Matka Czacka podjęła decyzję o przystąpieniu placówki w Laskach do Powstania Warszawskiego. Na terenie Ośrodka urządzono szpital powstańczy i punkt kontaktowy AK. Przez pewien czas przebywali tu żołnierze węgierscy, co upamiętnia tablica na jednym z domów. 
Towarzystwo zostało formalnie reaktywowane decyzją prezydenta m. st. Warszawy z dnia 10 lutego 1947 roku i wpisane do rejestru stowarzyszeń. Przystąpiono do odbudowy zniszczeń wojennych. Niestety, na skutek reformy rolnej utracone zostały znaczne obszary ziemi uprawnej, stanowiące zaplecze aprowizacyjne dla działalności Towarzystwa. Miały także miejsce działania w kierunku przejęcia Zakładu w Laskach przez władze komunistyczne lub przeniesienia wszystkich uczniów o normalnym rozwoju umysłowym do innych, państwowych zakładów.
Towarzystwo Opieki nad Ociemniałymi prowadząc Ośrodek Szkolno-Wychowawczy nieprzerwanie od 1921 roku, wykształciło do tej pory ponad 2000 niewidomych i słabowidzących osób.
W latach powojennych nastąpiła odbudowa i szybki rozwój Zakładu. Dzięki licznym prywatnym darowiznom, w szczególności Polonii amerykańskiej, powstały nowe budynki przedszkola, szkół, internatów, warsztatów oraz zaplecze techniczne, a także Dom Przyjaciół Niewidomych.
Poza placówką w Laskach, filie ośrodka szkolno-wychowawczego znajdują się w Rabce-Zdroju (szkoła podstawowa dla dzieci niewidomych z lekkim upośledzeniem umysłowym) oraz w Gdańsku-Sobieszewie (Wczesne Wspomaganie Rozwoju Niewidomego Dziecka).

## Działalność społeczna, kulturalna i religijna
W Laskach bywali i pisali swoje utwory znani polscy pisarze i publicyści, m.in. Antoni Słonimski, Jerzy Liebert, Jerzy Zawieyski, Stanisław Stomma, Zygmunt Kubiak, Marian Brandys (wszyscy pochowani są na zakładowym cmentarzu leśnym), Zbigniew Herbert, Ewa Szelburg-Zarembina, Tadeusz Mazowiecki, ks. Jan Twardowski, Julia Prajs czy Adam Michnik. Zakład był także ważnym ośrodkiem katolickiej inteligencji oraz miejscem przyciągającym i chroniącym ludzi prześladowanych przez władze komunistyczne. Opiekę duchową nad nim sprawowali ks. Władysław Korniłowicz i ks. Jan Zieja.
Laski są również uznanym ośrodkiem ewangelizacyjnym. W utrzymywanym przez Zgromadzenie Sióstr Franciszkanek Służebnic Krzyża domu rekolekcyjnym od lat odbywają się spotkania i rekolekcje dla młodzieży i dorosłych, widzących i niewidomych z całej Polski, prowadzone przez wielu znakomitych duchownych.

## Działalność edukacyjna i wychowawcza
W Ośrodku Szkolno-Wychowawczym w Laskach do samodzielnego życia przygotowuje się około 300 niewidomych i niedowidzących dzieci pochodzących z całej Polski. Praca z niewidomymi dziećmi zaczyna się w Laskach w Dziale Wczesnego Wspomagania Rozwoju Niewidomego Dziecka, gdzie wkrótce po stwierdzeniu dysfunkcji widzenia u dziecka rodzice mogą uzyskać pomoc psychologiczną i tyflopedagogiczną. Dzieci rozpoczynają edukację w przedszkolu, ucząc się niezależności oraz samodzielności w ubieraniu się, jedzeniu i poruszaniu się. Następnie uczą się w szkołach podstawowych i gimnazjach, realizujących program szkolny oraz dalsze przygotowanie do samodzielnej egzystencji. Dalsza nauka jest prowadzona w ogólnokształcących i zawodowych szkołach ponadgimnazjalnych. W Laskach działa również szkoła muzyczna. Dzieci z lekkim upośledzeniem umysłowym uczestniczą w zajęciach o programie dostosowanym do ich możliwości.
Ośrodek dysponuje obszerną bazą sportowo-rehabilitacyjną i bytową: 3 internaty, kryty basen, hala rehabilitacji ruchowej, centrum rehabilitacji zawodowej z wieloma warsztatami i pracowniami, stajnia z hipoterapią, sala konferencyjna z klubokawiarenką.
W ramach działalności edukacyjnej są prowadzone następujące przedsięwzięcia oświatowe:
- wczesne wspomaganie rozwoju dziecka niewidomego (wczesna interwencja);
- przedszkole;
- szkoła podstawowa;
- liceum ogólnokształcące;
- technikum dla niewidomych i niedowidzących ze specjalnością technik programista;
- technikum ze specjalnością technik masażysta;
- branżowa szkoła I stopnia dla niewidomych
  - kierunek: mechanik-monter maszyn i urządzeń
  - kierunek: rękodzielnik wyrobów włókienniczych
- szkoły policealne;
- szkoła muzyczna I stopnia im. Edwina Kowalika[4].

Dla uczniów o obniżonej sprawności OSW prowadzi szkoły specjalne:
- szkołę podstawową specjalną dla niewidomych,
- szkołę przysposabiającą do pracy dla niewidomych.[4]

Oprócz tego na terenie Ośrodka funkcjonują biblioteki: czarnodrukowa, brajlowska, tyflologiczna, multimedialna.